# Martincourt-sur-Meuse
Pour les articles homonymes, voir Martincourt.
Martincourt-sur-Meuse est une commune française située dans le département de la Meuse, en région Grand Est.
L'histoire de la commune est profondément marquée par la Seconde Guerre mondiale et les violents combats de mai 1940 dont elle a été le théâtre.

## Géographie
Martincourt-sur-Meuse est située au nord du département de la Meuse, à 5 km au nord de Stenay, le chef-lieu de canton, et à proximité du département des Ardennes.
Le territoire de la commune est limitrophe de cinq autres communes :

### Géologie
Le village est construit à flanc de coteau, le long de la Meuse.
Le profil du sous-sol de la commune, en partant du point le plus bas dans la prairie, et en remontant vers le sommet de la côte, présente une coupe des structures géologiques sous-jacentes.
La prairie drainée par la Meuse est constituée de terres alluviales.
En remontant, au pied du village, s'étend au niveau du lieu-dit la Tuillotte, une mince bande de terre argileuse.
Le village lui-même est bâti sur les roches bajociennes du jurassique moyen. Il s'agit d'un calcaire oolithique (oolithes de Jaumont et oolithe de Doncourt) dont la base est constituée de marnes (marnes de Longwy).
À mi-hauteur de la côte, au niveau du premier virage du chemin d’Olizy, on rencontre des roches du bathonien.
Ensuite, sur une épaisseur n’excédant pas 20 mètres, on découvre une caillasse dite à Anabacia. Ce sont des marnes et argiles sableuses, feuilletées, gris-ocre et contenant du mica. Elles sont barrées de bancs rocailleux de calcaire cristallin terreux, d’aspect sableux et de couleur brun-jaune. Sur la partie supérieure, le calcaire montre des points ferrugineux. Les habitants ont exploité ces bancs ferrugineux jusqu'au XIXe siècle.
Sur le sommet de la côte, s’étend une dalle calcaire, dite dalle d’Étain, calcaire assez pur, renfermant quelques débris coquilliers et de couleur blanc jaunâtre.

### Hydrographie
La commune de Martincourt est située dans la partie nord de la plaine de la Woëvre et est traversée par la Meuse et par le canal de l'Est.
La dernière crue cinquantenale connue par la commune a été mesurée le 13 avril 1983. Le débit du fleuve à 12 h 43 était de 600 m3/s.
Le débit moyen annuel de la Meuse à Martincourt-sur-Meuse est de 50 m3/s.

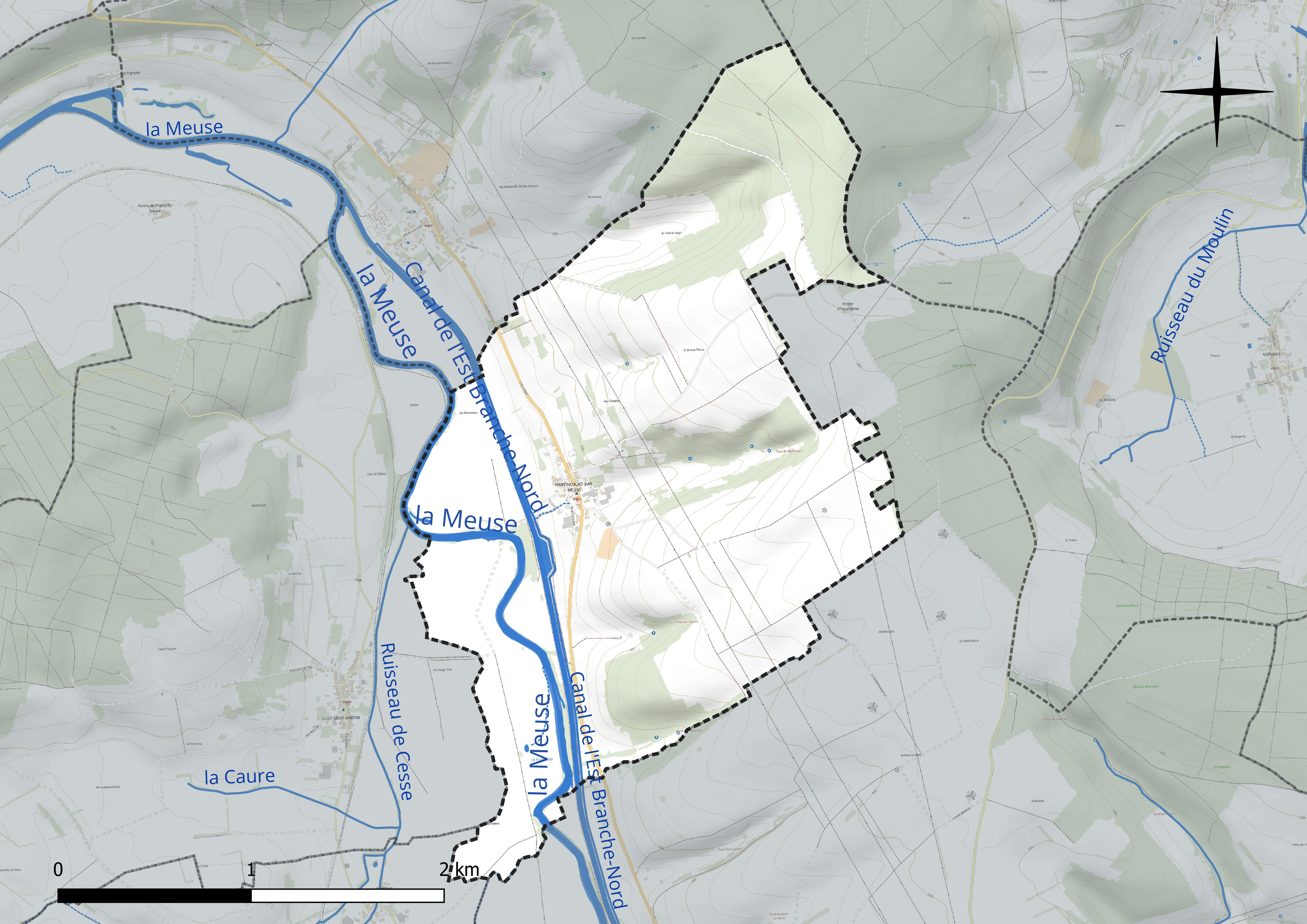
Réseau hydrographique de Martincourt-sur-Meuse.

Débit moyen mensuel (en m3/s) à Martincourt-sur-Meuse 

données calculées sur 46 ans,  

à partir des données de la station hydrologique de Stenay

### Climat
Pour des articles plus généraux, voir Climat du Grand Est et Climat de la Meuse.
En 2010, le climat de la commune est de type climat de montagne, selon une étude du Centre national de la recherche scientifique s'appuyant sur une série de données couvrant la période 1971-2000. En 2020, Météo-France publie une typologie des climats de la France métropolitaine dans laquelle la commune est exposée à un climat océanique altéré et est dans la région climatique  Lorraine, plateau de Langres, Morvan, caractérisée par un hiver rude (1,5 °C), des vents modérés et des brouillards fréquents en automne et hiver. 
Pour la période 1971-2000, la température annuelle moyenne est de 9,4 °C, avec une amplitude thermique annuelle de 15,4 °C. Le cumul annuel moyen de précipitations est de 941 mm, avec 13,8 jours de précipitations en janvier et 9,7 jours en juillet. Pour la période 1991-2020, la température moyenne annuelle observée sur la station météorologique de Météo-France la plus proche, « Mouzay », sur la commune de Mouzay à 8 km à vol d'oiseau, est de 10,6 °C et le cumul annuel moyen de précipitations est de 789,5 mm. 
La température maximale relevée sur cette station est de 40,4 °C, atteinte le 24 juillet 2019 ; la température minimale est de −15,3 °C, atteinte le 20 décembre 2009,,. 
Les paramètres climatiques de la commune ont été estimés pour le milieu du siècle (2041-2070) selon différents scénarios d'émission de gaz à effet de serre à partir des nouvelles projections climatiques de référence DRIAS-2020. Ils sont consultables sur un site dédié publié par Météo-France en novembre 2022.

## Urbanisme

### Typologie
Au 1er janvier 2024, Martincourt-sur-Meuse est catégorisée commune rurale à habitat dispersé, selon la nouvelle grille communale de densité à sept niveaux définie par l'Insee en 2022.
Elle est située hors unité urbaine et hors attraction des villes,.

### Occupation des sols
L'occupation des sols de la commune, telle qu'elle ressort de la base de données européenne d’occupation biophysique des sols Corine Land Cover (CLC), est marquée par l'importance des territoires agricoles (77,1 % en 2018), une proportion sensiblement équivalente à celle de 1990 (76,4 %). La répartition détaillée en 2018 est la suivante :
terres arables (32,1 %), prairies (29,6 %), forêts (19 %), zones agricoles hétérogènes (15,4 %), milieux à végétation arbustive et/ou herbacée (3,9 %). L'évolution de l’occupation des sols de la commune et de ses infrastructures peut être observée sur les différentes représentations cartographiques du territoire : la carte de Cassini (XVIIIe siècle), la carte d'état-major (1820-1866) et les cartes ou photos aériennes de l'IGN pour la période actuelle (1950 à aujourd'hui).

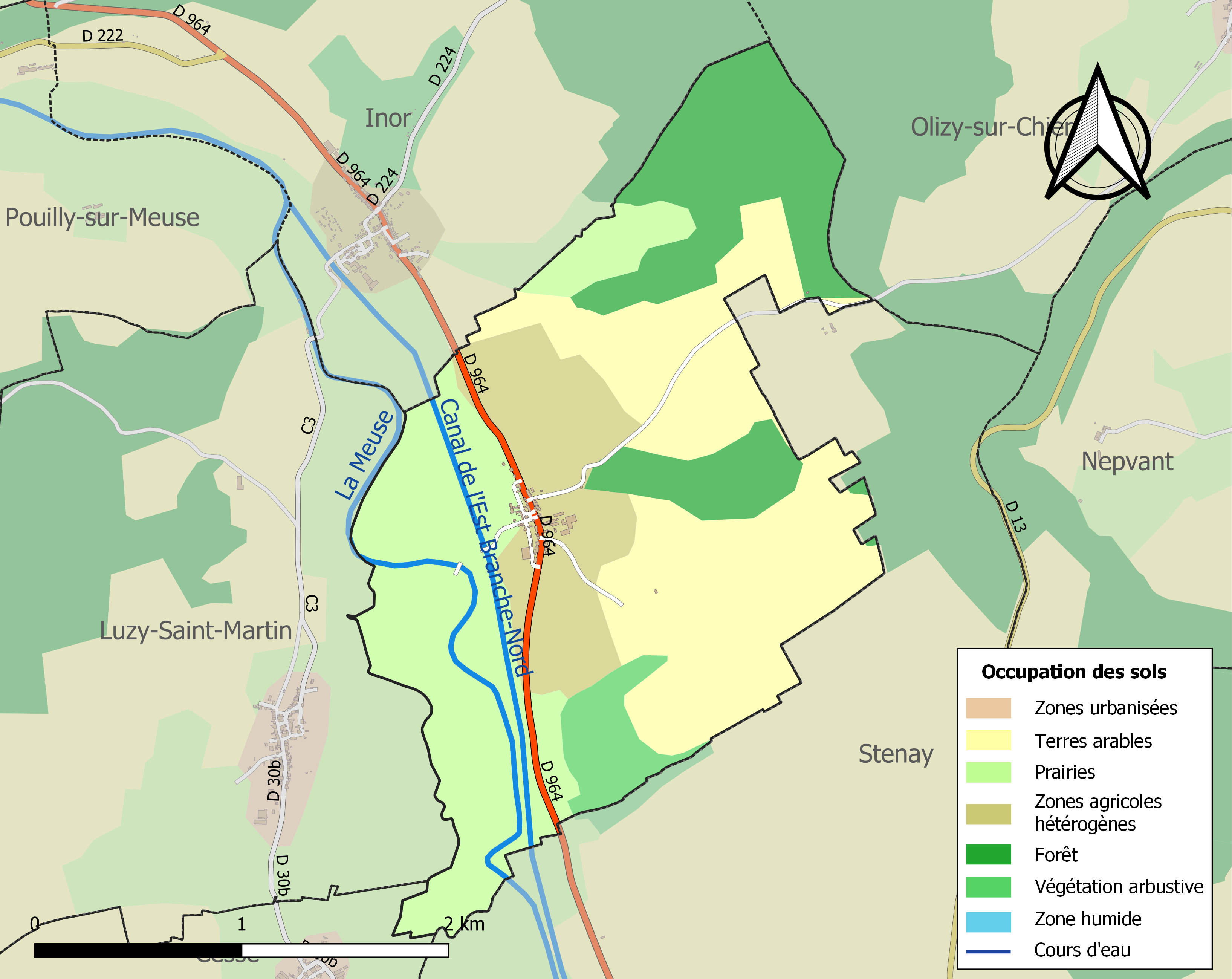
Carte des infrastructures et de l'occupation des sols de la commune en 2018 (CLC).

## Toponymie
Le nom de la localité est attesté sous les formes Marthecurt en 1157 (charte de l’archevêque Hillin) ; Martaincourt en 1479 (Lamy, acte du tabell. de Stenay) ; Marthincourt en 1591 ; Martincour en 1656 (carte de l’Évêché). C'est par arrêté préfectoral que, le 24 février 1922, Martincourt devient Martincourt-sur-Meuse.
Le premier élément Martin- représente effectivement le nom de personne Martin qui, bien qu'il soit devenu le patronyme le plus commun globalement en France, n'a jamais particulièrement servi de nom de baptême au Moyen Âge. Il s'agit d’une formation toponymique du Haut Moyen Âge en -court, dont le premier élément est un anthroponyme selon le cas général. L'appellatif -court représente la fixation du nom commun gallo-roman *CŌRTE (du bas latin cōrtem ou alternativement curtis) qui pouvait avoir divers sens « ferme enclose, exploitation, domaine rural »,, d'où l'ancien français curt, cort. Il est à l'origine du français cour auquel les clercs ont ôté le -t final d'après une étymologie erronée par le latin curia, alors que le dérivé courtois le conserve.
Le premier élément Martin- représente effectivement le nom de personne Martin qui, bien qu'il soit devenu le patronyme le plus commun globalement en France, n'a jamais particulièrement servi de nom de baptême au Moyen Âge. Certes, il existe de nombreux lieux Saint-Martin, le plus souvent en rapport avec la dédicace de l'église, mais il n'y a pas de correspondance géographique entre la répartition des Saint-Martin (ainsi que des Dammartin et Dommartin, presque tous situés au nord-est de la France) et du patronyme Martin. Si on compte un certain nombre de Martigny, Martigné, Martignac, Martignat, etc. issus du type gallo-romain Martiniacum mieux répartis, les noms de lieux médiévaux contenant l'élément Martin- / -martin (parfois écrit Martain-) se rencontrent essentiellement, voire exclusivement, à l'extrème nord de la France, selon un mode de composition influencé par le germanique, d'où les types normands Martainville, Martin-Église et Martinvast (Manche, Martinwast 1172), ainsi que du nord Martinpuich (Pas-de-Calais, avec puich variante de puits), laissant à la Lorraine les Martinvelle et Martincourt, sauf Martincourt en Picardie.
Par arrêté préfectoral du 24.02.1922 , Martincourt prend le nom de Martincourt-sur-Meuse ( J.O., 1922, 3, 2622 ).
 
Le village est construit à flanc de coteau, le long de la Meuse en néerlandais et en allemand, Maas ; en wallon, Moûse ; en latin Mosa, un fleuve européen qui prend sa source en France et se jette dans la mer du Nord en traversant la France, la Belgique et les Pays-Bas.

## Histoire
En 1157, la charte de l’archevêque Hillin, de Trêves, comprend Martincourt (alors Marthecurte) au rang des 32 villae Evodiennes qui, chaque année, depuis 882, apportent processionnellement leurs cierges et leur bannières sur le tombeau du roi Dagobert, dans la chapelle Saint-Remy, à Stenay. Cette charte atteste l'existence du village dès le IXe siècle apr. J.-C.
En 1157, la charte de l’archevêque Hillin, de Trêves, comprend Martincourt (alors Marthecurte) au rang des 32 villae Evodiennes qui, chaque année, depuis 882, apportent processionnellement leurs cierges et leur bannières sur le tombeau du roi Dagobert, dans la chapelle Saint-Remy, à Stenay. Cette charte atteste l'existence du village dès le IXe siècle apr. J.-C..
- Si vous ne connaissez pas le sujet, laissez ce bandeau (vous pouvez alors contacter les auteurs).
- Si vous supprimez le contenu mis en cause (vous pouvez préalablement contacter les auteurs),

argumentez précisément cette suppression dans la page de discussion
(un manque de référence n'est pas un argument ; une recherche réelle de référence doit avoir été effectuée, être formellement documentée).
Les informations qui suivent sont issues d'un travail collectif fait au niveau local

### Vestiges antiques
Une voie romaine traverse le territoire communal par les côtes : il s’agit d’une route de petite taille, un diverticule, qui relie Verdun à Mouzon.
La tradition locale mentionne l'existence d'un gué romain sur la Meuse. Lors des travaux[Quand ?] de dragage de la Meuse, de larges blocs ont été arrachés au lit du fleuve et des poteries auraient été aperçues retombant dans les flots.
En 1877, en creusant le canal, un dallage en briques, formant deux assises séparées par une couche de ciment romain, fut découvert. Ces briques étaient de très grande dimension, d’une pâte grossière et rainées de cannelures destinées à donner plus de prise au ciment. Le dallage lui-même appartenait à une construction antique dont les murs de fondation étaient cimentés au moyen d’un mortier granulé. Une pièce en bronze à l’effigie d’Antonin fut extraite des ruines. Le lieu de découverte de ce dallage n'est pas situé avec précision, probablement au lieu-dit la Tuilotte, le long du canal, en direction du village d'Inor. Dans la mémoire locale, le « château de la Teulotte » (Teulotte étant la prononciation patoise de Tuilotte) évoque le souvenir des ruines romaines mises au jour à cet endroit.[réf. nécessaire]

### Haut Moyen Âge

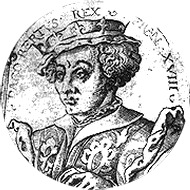
Dagobert II, dit Saint-Dagobert, dont les reliques sauvèrent la commune et les environs des Vikings.

Le duc d'Austrasie Martin, dit le majordome, donne son nom à la commune vers 675 : Martini Curtis. Cette date avancée par un érudit du XIXe siècle est à prendre avec circonspection : Martincourt ne fut érigée en terres fièves que le 1er mai 1460. Auparavant, aucun document ne vient attester sa présence au nombre des possessions du duc Martin. Il s'agit probablement d'une extrapolation de l'auteur. Au cours de la même période, le roi d'Autrasie, Dagobert II périt assassiné dans la forêt de Mouzay en 679, à quelques dizaines de kilomètres de la localité de Martincourt. La sépulture royale disparaît de la mémoire des hommes au cours des décennies et des siècles qui suivent.
En 872, miraculeusement dit-on, la sépulture de Dagobert II, perdue depuis deux siècles, est redécouverte. Le roi Charles le Chauve ordonne alors, le 10 septembre 882, l’exposition en grande pompe du royal martyr dans la chapelle Saint-Rémy, à Stenay, et sa canonisation par les évêques de la province.
En 879 puis en 883, les Vikings, emmenés par Rollon, futur duc de Normandie, remontent l’Escaut, puis la Meuse, ravagent et pillent la Belgique, puis la Lotharingie jusqu'à Mouzon sur la Meuse. Rainier Ier, duc de Lotharingie, comte de Stenay, a alors pour charge de s'opposer aux incursions. Les communes de Stenay et Martincourt sont épargnées par les Vikings, selon la légende, par un miracle qui fait se séparer en deux les eaux de la Meuse et refouler les assaillants.
En célébration, une procession solennelle, à laquelle participent une trentaine de paroisses, dont Martincourt, est organisée dès 882 ou 883 sur le tombeau de saint Dagobert, tenu pour responsable de cette aide miraculeuse. Cette procession fut répétée chaque année, jusqu'à la Révolution française. Les paroisses participantes devaient apporter leur bannière et un cierge sur la sépulture du roi canonisé. L’archevêque Hillin, de Trêves, réaffirme cette coutume en 1157.

### Martincourt, possession seigneuriale
- Les Bers de l’Authe :

Premières armoiries de la commune, celles d'Aubertin VI de Pouilly lors de l'élévation en seigneurie de ses terres de Martincourt, Inor et Pouilly.

Le premier à se faire appeler seigneur d'Inor et de Martincourt fut Étienne de Bers de l'Authe, et cela, dès le milieu du XIIe siècle. Le 24 janvier 1266, Hucson de Bers de L'Authe, dans un acte par lequel il opère un échange avec le sire de Laferté, Ludemare, se fait appeler lui-même sire de Martincourt.
- Les Malandry :

La première famille, les Bers de L’Authe, transmit ses droits aux Malandry. En 1290, Jean de Malandry et ses frères cèdent leurs droits à leur sœur sur le four banal de Martincourt.
- Les Pouilly :

Aubertin V de Pouilly, dit le Jeune, épouse le 7 janvier 1418 Jehanne de Berouart. Son contrat de mariage stipule qu'il recueille les droits paternels et maternels sur Inor et Martincourt. Compte tenu du fait que l’auteur putatif, c’est-à-dire de droit, de la maison de Pouilly est un Bers de l’Authe prénommé Authber, le village ne fait là qu’un retour à la case départ de ses différentes appartenances.
Aubertin VI, fils du précédent, recueille les droits de son père. Ayant opéré quelques achats de terres et un bon mariage, il réunit les conditions nécessaires pour que l'ensemble de ses terres soit érigé en seigneurie. René, duc de Lorraine, par une lettre du 1er mai 1460, rend effective, juridiquement, cette élévation : les seigneurs d’Inor et de Martincourt sont alors reconnus. Les Pouilly prennent pour armoiries l'argent au lion d’azur (un lion bleu sur fond blanc).
- Les Vassinhac d’Imécourt :

Le 2 décembre 1653, Claude de Pouilly ayant épousé Gédéon II de Vassinhac d'Imécourt, celui-ci devient propriétaire et seigneur de Martincourt et d'Inor. Gédéon exerce diverses fonctions importantes. En 1651, il est capitaine de chevau-légers au régiment de Turenne ; major, en 1667, au régiment d’Hunnières ; mestre de camps, au même régiment, en 1676 ; colonel, la même année d’un régiment de cavalerie de son nom ; breveté, le 21 août 1688, de la charge de brigadier des armées du roi ; pourvu de l’emploi de gouverneur de Montmédy le 1er décembre 1689. Cet homme meurt en 1698 chevalier de l’ordre de Saint Louis, convertit au catholicisme.
En 1686, le ministre Louvois le présente à Louis XIV, accompagné de ses huit fils : Jean II est major de son père, Jean et César-Hector, lieutenants-généraux, Frédéric-Albert, Jean-Bernard et Philippe maréchaux de camp, Daniel-Henri brigadier. Louis, tout jeune alors, milite dans un grade inférieur. Devenu abbé de la Chalade, il devient grand Prévôt de la collégiale de Montfaucon. Le fait, pour cette famille, s'était déjà produit sous Louis XIII.
Cinq d'entre eux sont tués sous les drapeaux, et le père perd également le même nombre de frères sur les champs de bataille du roi.
Jusqu'à la Révolution française, les Vassinhac d’Imécourt sont seigneurs de Martincourt.
Ensuite, ayant refusé l'émigration, ne suivant pas en cela les Pouilly qui s'enfuient en Autriche dès 1792, ils peuvent racheter leurs terres aux révolutionnaires. La famille conserve des propriétés dans la commune jusque dans les années 1920 où leur dernière ferme est vendue.

### Martincourt et Charles III, duc de Lorraine

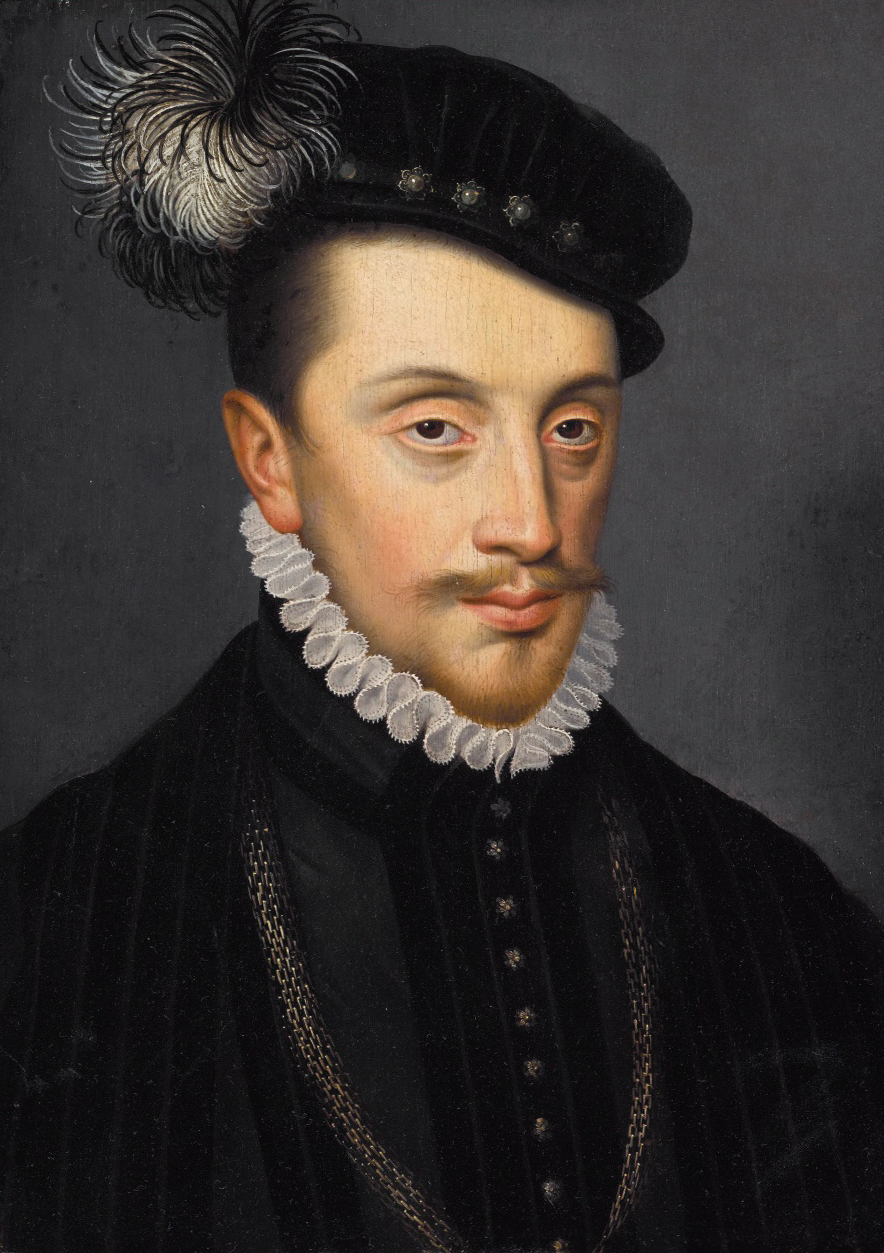
Charles III, duc de Lorraine (1600-1602).

Charles III, duc de Lorraine et de Bar (1543-1608), s’intéresse à plusieurs reprises à cette commune.

#### Conversion de pâturages domaniaux en prés fauchables
Le 21 mai 1582, à la demande de la communauté villageoise, il lui accorde que soient convertis en prés fauchables les pâturages domaniaux qu'elle exploite sur la rive gauche de la Meuse. À cela s'ajoutent des obligations dont celle de ne jamais vendre les terres que le duc vient de lui accorder.
La commune de Luzy tente à plusieurs reprises de les lui arracher.
- Au XVIIe siècle, en raison des guerres, le village de Martincourt se vide de ses habitants. Pour cette raison, les habitants de Luzy s'emparent de ce pré fauchable. À la suite de réclamations formulées devant les tribunaux, ils sont contraints de se désister de la première herbe par sentence du 19 juillet 1700.
- En 1860, cette portion de territoire forme une vaine pâture que Martincourt et Luzy se partagent, les deux communautés y faisant paître ensemble leurs animaux. Des vols de bestiaux s'étant produits, le conseil municipal de Martincourt décide, le 18 février 1860, d'abolir et le droit de vaine pâture et le droit de parcours à cet endroit pour les habitants de Luzy. La protestation des habitants est portée devant les tribunaux, mais, s’appuyant sur les droits possédés par Martincourt sur cette terre depuis Charles III, le tribunal de Nancy déboute la demande, en appel, en 1868.

#### Les guerres de la Ligue
Charles III s'engage dans les guerres de la Ligue contre Henri de Navarre, futur Henri IV, époux de la reine Margot, en 1589. Pour la commune, cette situation politique a une incidence directe car elle se situe dans un secteur géographique frontalier entre quatre États impliqués dans les guerres de Religion :
- le royaume de France, divisé entre huguenots, réalistes et ligueurs, a pratiquement sa frontière sur la Meuse ; au sein du royaume, les villes de la Champagne sont partisanes de la Ligue ;
- la principauté de Sedan, alors indépendante, haut lieu du calvinisme en France, soutient les prétentions d’Henri de Navarre à la couronne de France ;
- le duché de Lorraine, dirigé par Charles III, catholique et politique ambitieux, fait mine d’hésiter entre Ligueurs et Réalistes ;
- le duché de Luxembourg, enfin, auquel appartiennent Carignan et Montmédy, fait partie des Pays-Bas espagnols, alliés objectifs de la Ligue.

La mort d'Henri III en 1589 laisse le trône à Henri de Navarre, qui tient les Lorrains pour les principaux alliés des Ligueurs et leur déclare la guerre le 14 janvier 1590. À la fin de l’année 1590, le duc de Lorraine est averti par lettre que ses ennemis ont traversé, sans être mal accueillis, les villages d’Inor et Martincourt, terres lorraines rattachées à la prévôté de Stenay. Il ordonne une enquête à Jacques de Mouzay, qui défère à Claude de Cranne, capitaine et prévôt de Stenay, le soin de mener à bien cette tâche.
Deux événements sont rapportés.
Le premier concerne l’incursion du duc de Nevers, principal ennemi des Lorrains, dans le pays, à la poursuite du comte de Chaligny venu avec quatre régiments d’infanterie et six à sept cents chevaux porter secours à un allié des Lorrains bloqué dans la place forte de Mézières. Le 10 novembre 1590, Chaligny passe la nuit à Inor, avant de plier bagage dès l’aube pour se rendre, via Martincourt, à Stenay. Deux jours plus tard, les troupes de Nevers entrent dans Inor pour y passer la nuit, et sont bien accueillies par les habitants.
Le second événement relate une incursion des Sedanais en direction de Jametz, fin novembre 1590, en vue ou bien de récupérer la place ou bien de ravager les environs. Lors de leur retour, dans la matinée du 29 novembre, les Sedanais repassent par Martincourt et Inor où des questions se posent quant au comportement des habitants de ce dernier village. À Martincourt, les Sedanais descendent leur cavalerie, quelque cinq cents chevaux, par la route de Jametz. Il apparaît dans ces rapports que les habitants d’Inor et Martincourt laissent passer sans empêchement les soldats de la principauté de Sedan.
Aucune sanction ne semble avoir été prise contre les communes : de si petites communautés villageoises ne pouvaient s'opposer à des forces si considérables sans risquer l'anéantissement.

### La peste et les guerres duXVIIesiècle

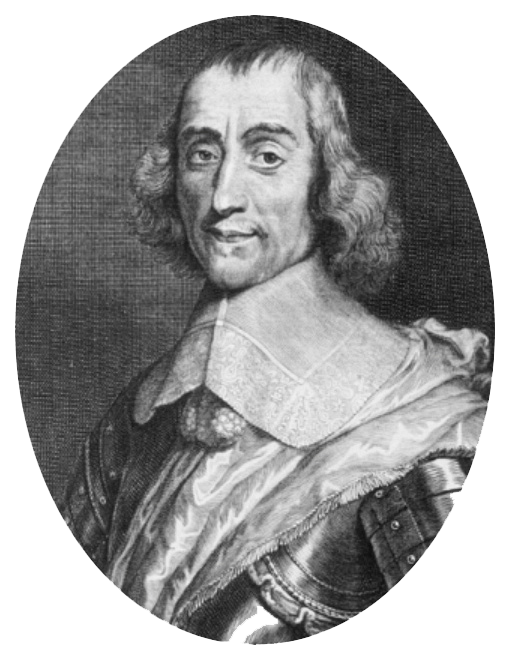
Abraham de Fabert, maréchal de France, qui dirigea le siège de Stenay en 1654 et obligea la villa à capituler. Fabert fit construire des redoutes sur la Meuse, dont une à Martincourt.

À partir de juillet 1636, une épidémie de peste ravage le canton de Stenay, laissant derrière elle 10 000 morts. La commune de Martincourt perd alors une grande partie de ses habitants.
À cette époque, le duc Charles IV entretient des relations très dégradées avec le roi de France Louis XIII, lequel reproche au duc son manque de légitimité dans son accession au trône. De plus, Charles soutient les ennemis de Richelieu et accueille les comploteurs. Enfin, la politique de Louis XIII et de Richelieu consiste à repousser la frontière du royaume au bord du Rhin, ce qui implique l'annexion du duché de Bar et de la Lorraine, États souverains.
Les Lorrains, terriblement affaiblis, doivent payer des mercenaires croates, hongrois et polonais pour ravager le pays de Stenay alors aux mains des Français. Six à sept mille hommes pillent les environs, assiègent Stenay qu’ils abandonnent pour se replier sur Mouzay où les habitants, réfugiés dans l’église que les pillards commencent d’incendier, sont sauvés par le repli inexpliqué de la troupe.
Les ravages commis sont considérables. Cette troupe profite des gués sur la Meuse pour circuler librement et rapidement dans la vallée. Or, Martincourt comptait alors un de ces passages sur son territoire. Pour contrer ces incursions, la construction de redoutes de surveillance est ordonnée. Chaque tour est gardée par dix hommes : un sergent, deux militaires et sept hommes tirés des milices du village. Ces hommes sont payés 12 sols pour le sergent et 6 sols pour les soldats.
La construction de ces tours, auxquelles Fabert lui-même attache un grand prix, est ordonnée le 18 avril 1646. D’abord prévues sur 38 communes, leur nombre est réduit à 12 dès 1655. Ces 12 tours sont portées sur une carte du Verdunois datant de 1704. La tour de Martincourt est bâtie au lieu-dit la redoute Lambert, sur la rive gauche de la Meuse, à la limite des possessions du village et de Stenay.

### Prospérité relative à la fin duXVIIesiècle
Les constructions les plus anciennes attestées dans la commune datent de la fin du XVIIe siècle. Ainsi, Firmin Mercier, ancien maire de Martincourt, relevait dans un de ses carnets les dates figurant sur les frontons de quelques maisons de la commune : celle de la famille Jouf, sur la place du village, était datée de 1696, celle de François Hodier de 1719, celle d’Émile Francart, voisine de la précédente de 1725, celle des Pierrard de 1707, une autre d’un prénommé Désiré était de 1725, une grange d’Amédé Hodier était de 1829.
La fin du XVIIe siècle et le début du XVIIIe marquent le retour d'une certaine prospérité permettant la construction de coûteuses et vastes fermes. La pierre qui servit à l'élévation de ces demeures proviendrait des carrières de Brouennes qui étaient jadis réputées pour la très grande qualité de leur calcaire. Cette hypothèse a été avancée et demande à être vérifiée. Le village de Brouennes était éloigné, et sa pierre réputée d'excellente qualité et donc onéreuse, probablement, qu’un matériau extrait localement.
Les comtes d'Imécourt, qui possèdent des terres et des fermages sur la commune de Martincourt-sur-Meuse, ont pu effectivement bâtir quelques grandes fermes grâce au calcaire de Brouennes, pour des questions de prestige personnel. Il est fort improbable que le reste du village ait été élevé de la même manière.

### Des habitants réfractaires pendant la Révolution française

Carte de France des prêtres ayant prêté serment en 1791. Dans le département de la Meuse se trouve dans la catégorie du plus faible pourcentage de prêtres jureurs.

Le curé de la paroisse, le vicaire-résident à Inor, l'abbé Guioth, est un prêtre réfractaire à la constitution civile du clergé et il refuse de prêter serment. Il entretient dans ses anciennes paroisses un large sentiment contre-révolutionnaire et jouit de l’estime de ses ouailles. Celles-ci le protègent et le maintiennent caché pendant huit ans. Il ne sort de la clandestinité pour reprendre son office qu'avec le Concordat instauré par le consul Bonaparte.
La piété locale est corroborée par une demande déposée par le maire de la commune en 1802. Le 9 nivôse an X (vers 1802), le citoyen maire Hypolite Gillet dépose une demande auprès du citoyen préfet de la République pour engager des réparations dans l'église dont le plafond menace de s’effondrer. Le préfet répond sèchement, par lettre, en se référant à la loi du 17 prairial an III que « la réparation des lieux de culte sont au compte de ceux qui exercent le culte, et sans contribution forcée ». Quelques années plus tôt, en pleine Terreur par exemple, la même demande aurait pu valoir au maire d’être guillotiné, en raison des menées contre-révolutionnaires de l'abbé Guioth.

### Anciennes activités duXIXesiècle

#### Extraction de fer
Du fer était extrait au lieudit le Pèlerin, à la limite entre Martincourt et Stenay puis charrié via le vallon de la Mine jusqu'à un bac à laver le minerai, dont les vestiges sont encore visibles au fond des Coulmiers
Le minerai extrait dans la commune, au niveau de l’étage géologique du Bathonien, est un fer hydraté se présentant sous forme de plaquettes et de fragments bruns, minerai désigné sous le nom de limonite. Il se ramasse en surface, à ciel ouvert ou sous un déblai très peu considérable.
Le minerai brut était conduit par route de terre jusqu'au lieu de lavage, au fond des Coulmiers. Là, le débit des eaux ne paraît pas avoir été suffisamment important pour permettre l’installation d’une machinerie hydraulique de lavage et de concassage du minerai, tels les patouillets ou les bocards. À Martincourt, le minerai devait être lavé manuellement. Un faible courant d’eau traversait le bac à laver, lui-même étant de faible profondeur. Un ouvrier, chargé de l’approvisionnement, déversait le minerai brut ou mine, dans le lavoir, à l'aide d'un outil particulier, la riole. D'autres, ensuite, venaient remuer énergiquement cette mine, et le fluide emportait les matières terreuses, laissant le minerai se déposer au fond. Lavé, celui-ci était ensuite sorti du bac et mis à sécher avant d'être acheminé vers les fonderies de Stenay, toutes proches. Le transporteur en titre était M. Pierrot, de Martincourt.
Les lavoirs à bras ont le mérite de ne nécessiter qu'un minimum d’installation, mais ils ont l’inconvénient d’employer beaucoup de main-d’œuvre et de ne permettre qu'un rendement peu important. À cela s'ajoute la très probable faible teneur en fer du minerai de Martincourt, ce qui, par conséquent, fournirait une explication pour l’abandon plus ou moins rapide de l’exploitation du gisement. Compte tenu de l'état actuel du lavoir à bras, constitué de pierres de taille, un mur ayant même été élevé, à flanc de colline, pour retenir la terre et améliorer le captage de la source d’alimentation, il est exclu qu’il ne se soit agi ici que d’une simple prospection, un simple essai de la part des forges de Stenay.

#### La viticulture
La viticulture est une autre des activités disparues du village. Dans les années 1950-60, on signalait l'exploitation d’environ un demi-hectare de vignes au lieudit le Cul des Vignes, plants qui, depuis, ont été arrachés.
Pendant longtemps, on a produit à Martincourt un vin de qualité moyenne, qui, certaines bonnes années, pouvait prétendre figurer sur une bonne table.
Les vins d’Inor, de qualité légèrement supérieure aux productions locales étaient, dit-on, très appréciés autrefois, à tel point qu’il s’en exportait beaucoup. Le vin d'Inor, le plus fin et le plus corsé de la basse Meuse, provenait d’un cépage de pinots noirs, auxquels furent tardivement ajoutés des plants de meunier et de gamay.
En 1827, d’après les relevés du cadastre, les vignes occupaient 27 784 hectares de terrains aux lieudits le Grand Vignoble, les Vignes de Bel Air, les Vignes du Closel, les Longues Vignes et le Cul des Vignes, si tant est que ces endroits aient été réellement affectés à la viticulture.

#### L'huilerie
À l’arrière-saison, en plus des vendanges, les hommes et les femmes du village allaient aux bois récolter les faines, le fruit du hêtre.
Certains les ramassaient une à une, patiemment, et en remplissaient de larges sacs. D'autres, plus soucieux d'un rendement élevé, utilisaient un tamis en osier, une rage, et rageaient les faines. Le fruit du hêtre était ensuite mis à sécher dans les greniers avant d’être emporté chez M. Ravignaux qui, à la fin du XIXe siècle, faisait valoir la ferme des Vassinhac d'Imécourt, qui reviendra par la suite à la famille Fiévet puis à la famille Prétagut.
Là, on trouvait un moulin à faines qui consistait en deux meules. La première était posée à l’horizontale, sur le sol. Circulaire, son centre percé permettait qu'on y fasse entrer un axe vertical fixé au plafond. Autour de cet axe, et reliée à lui, un cheval faisait rouler une meule qui broyait les faines, les réduisait presque en poussières.
La farine obtenue, mélangée à de l’eau, était ensuite mise à cuire dans une chaudière et, à une certaine température, elle exsudait une huile qui remontait à la surface de la mixture. Deux décalitres de faines donnaient 2,5 litres d’huile.
Le récoltant mettait enfin son huile dans des récipients et abandonnait au minotier, en guise de paiement, ce qui restait dans la chaudière. Celui-ci, bien loin de s’en plaindre, se servait du mélange pour nourrir ses veaux : on tenait alors cet aliment pour extraordinaire dans l’engraissage des animaux.

### La guerre de 1914-1918
Neuf habitants de Martincourt sont morts pour la France quelques éléments biographiques les concernant peuvent être retrouvés. Derrière chaque nom se cache une personne.

#### Le vol de la cloche

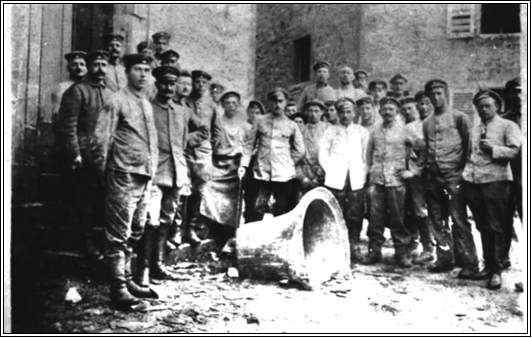
Enlèvement de la cloche de Martincourt-sur-Meuse par les Allemands le 7 août 1917. Un trou a été percé dans le clocher pour la faire tomber. Le travail a été réalisé par les habitants, sous la contrainte.

La cloche date de 1823. Le 24 mai de cette année 1823, la commune fait fondre l'ancienne campane de 280 kilos qui est fendue et menace d'éclater à la moindre utilisation. Il est probable qu'elle est déjà endommagée en 1811, car on trouve dans les archives communales une délibération du conseil où il est question de sa vente et de sa fonte. La nouvelle cloche est réalisée par Pierre Courteaux, fondeur dans les Vosges, et pèse 657 kilos.
Pendant la première guerre, l'enlèvement des cloches est systématique dans les villages occupés : 123 villages de Meuse perdent ainsi leur sonnerie. Un trou est percé dans le clocher de l'église (clocher que la commune a fait réparer en 1876 à la suite d'un ouragan qui l'a détruit), la cloche jetée à terre et emportée vers l'Allemagne pour être fondue le 7 août 1917. Plusieurs photographies font état de cet enlèvement : l'une d'elles est prise par les Allemands eux-mêmes le jour de l'enlèvement, au pied du clocher, l'autre, prise vers 1930, montre encore les traces du passage de la cloche par un trou très large percé dans le clocher et rebouché, provisoirement, par des planches qui déparent quelque peu la couverture d’ardoise.
La commune est longtemps dépourvue de sonnerie, mais lorsqu'éclate la Seconde Guerre mondiale, une nouvelle cloche a été installée dans le clocher. Elle reste visible quelque temps, encore accrochée à son battant. Puis, lorsque sont abattues les ruines du sanctuaire, quelques habitants vont la cacher sous un tas de pierres et de gravats à proximité de la place. Des témoins affirment l'avoir vue dans sa cachette près de la place de l'église. Malheureusement, elle a disparu.

#### L'église est transformée en hôpital
Les occupants allemands de la Première Guerre mondiale utilisèrent probablement l'église à des fins militaires, mais il ne subsiste aucun témoignage concernant cet usage. Les témoignages ne mentionnent la célébration que d’une seule messe le 1er avril 1918, et il n’est même pas sûr qu’elle a été célébrée à l’intérieur de l’église. Néanmoins, dans les registres d’état civil, il est fait mention du décès dans l'église où il avait été transporté, le 2 septembre 1914, de Georges Teyssonnières, classe 1899, originaire de Toulouse, sergent de l’infanterie coloniale. L’église servit donc, au commencement des hostilités, et particulièrement lors de la bataille pour la traversée de la Meuse, de lazaret. Elle a pu servir encore à cette fin dans les années qui suivirent, la présence nombreuse de médecins dans la commune, soulignée par Anna Mercier, en étant une preuve. Elle aurait subi, de cette manière, le même sort que l’église d’Inor, dans laquelle on soignait les malades atteints du typhus.

#### Le camp d’aviation de la Jasta 7

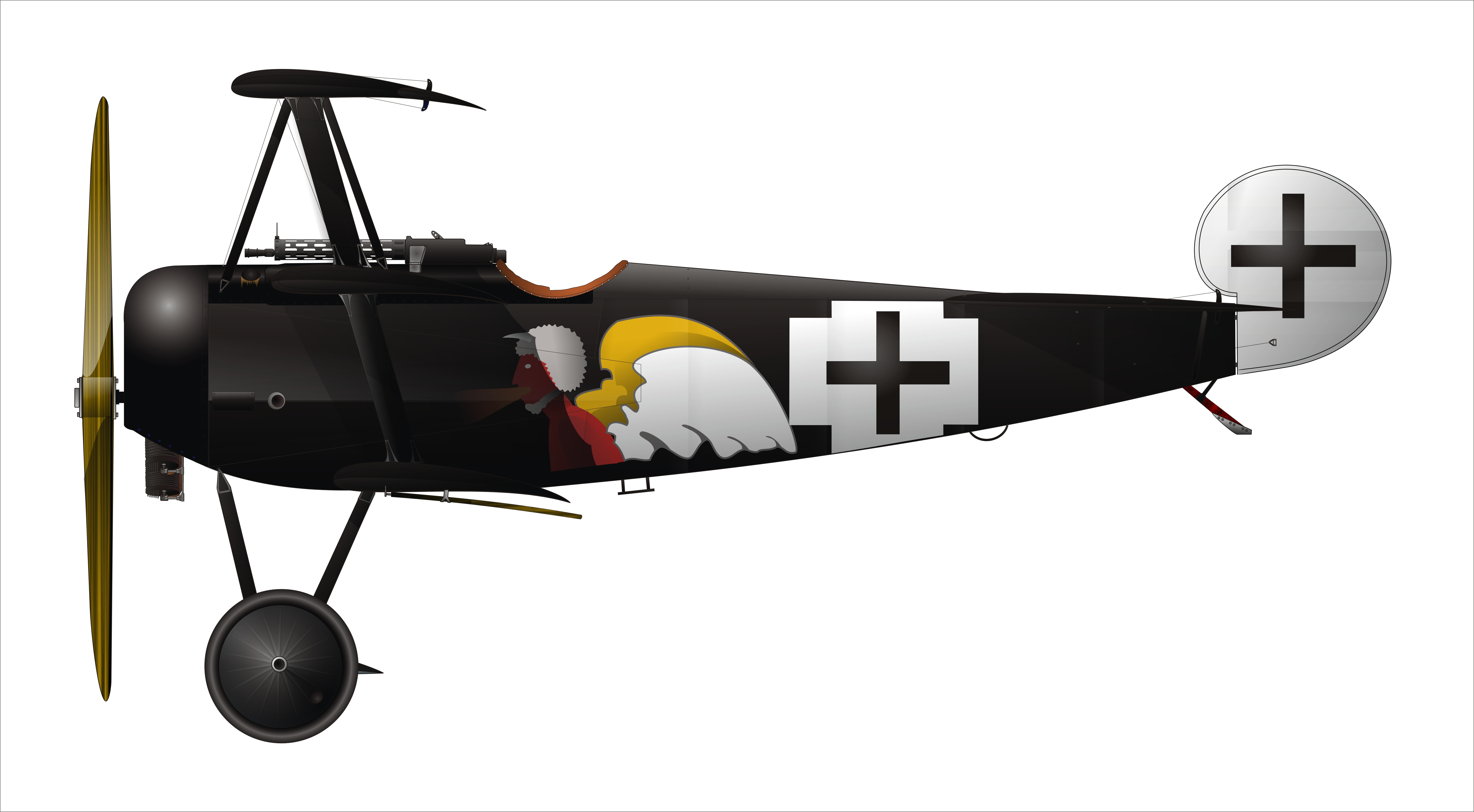
Le Fokker Dr. 1 du lieutenant Joseph Jacobs, as aux 48 victoires à la fin de la guerre, commandant de la Jasta 7 qui fut stationnée à Martincourt-sur-Meuse.

Sur les hauteurs de Martincourt, pendant la Première Guerre mondiale, les Allemands construisent une piste d’atterrissage pour leurs biplans. Selon le témoignage du propriétaire du terrain, après-guerre, la piste, empierrée, fut défoncée par les charrues. Son installation correspond exactement à la période d’intensification des opérations aériennes de reconnaissance et de combat au cours du conflit.
Les Allemands installent également un laboratoire de développement mobile dans la cour de la ferme Fiévet, alors siège de la Kommandantur. Il s'agit d'un camion dans lequel on développe les plaques photographiques en verre et on tire les photographies de reconnaissance. Certaines de ces plaques ont pu être conservées par un habitant. Très endommagées, elles portent encore des traces d'émulsion chimique.
Un témoin direct de l'occupation, Anna Mercier, fait mention, dans un agenda qui a été conservé par ses descendants, de la présence d'aviateurs dans le village. Elle mentionne en particulier la présence de lieutenants d'aviation pendant les années de guerre du 19 juillet 1916 (première mention d'aéroplanes qui quittent la commune) jusqu'au 28 février 1918 (mention du départ de tous les aviateurs).
Martincourt fut le premier aérodrome de la Jagdstaffel 7, surnommée Jasta 7. Ce groupe d'avions de chasse de la Première Guerre mondiale fut créé le 23 août 1916 et mobilisé le 21 septembre 1916 à Martincourt-sur-Meuse. La Jasta 7 fut commandée à partir du mois d'août 1917 par Josef Jacobs surnommé Le Diable noir, l'un des plus grands as de la Première Guerre mondiale. Son Fokker DRI triplan noir, orné d'une tête de diable ailé, crachant et écumant, est au moins aussi célèbre que le triplan rouge du Baron rouge, Manfred von Richthofen.

### Le village à la veille de la Seconde Guerre mondiale
Le village de Martincourt-sur-Meuse a été totalement anéanti par les bombes allemandes en mai 1940. Cette description de ce qui a été irrémédiablement perdu appartient à l'histoire de la commune et de ses habitants.

#### La mairie école

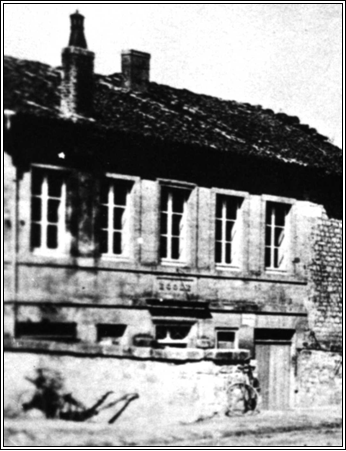
Photographie de la Mairie-École de Martincourt-sur-Meuse, début du XXe siècle.

Au mois de juin 1833, sous le règne de Louis-Philippe, François Guizot (1787-1874) fait voter une loi restée fameuse qui généralise l’enseignement primaire et amorce ainsi une alphabétisation massive de la population française. Dès lors, les communes françaises cherchent à se doter d’une école.
Le 6 août 1834, la commune de Martincourt-sur-Meuse acquiert une maison appartenant à une personne dénommée Ravigneaux, veuve Martin. Pendant une vingtaine d’années à partir de cette date, une alphabétisation des habitants de Martincourt est assurée dans cette demeure sans que celle-ci n'ait subi d’aménagements particuliers comme la construction d’une véritable salle de classe. Ce n'est qu'en 1854 qu'une salle d’école est aménagée au premier étage. Au rez-de-chaussée du bâtiment, on construit un local pour abriter la pompe à incendie de la commune. D’autres améliorations sont encore apportées, dans le même temps, à l'édifice : un fournil est monté ainsi que des communs, et à l’étage, outre la salle de classe, on réserve une place pour une salle de délibération du conseil municipal.
Jusqu’en 1940 au moment de sa destruction, la mairie école garda le même aspect, à quelques détails près. Pour descendre la pompe à incendie dans son abri, on construisit une rampe d’accès qui y menait à partir de la grand-route. Au milieu de la ligne de faîte, on perça un puits de lumière couronné d'un petit campanile qui abritait la petite cloche de l'école. L'instituteur mettait fin aux récréations en sonnant cette cloche depuis l’intérieur du bâtiment. La clochette servit encore après la deuxième guerre, accrochée entre deux pylônes, non seulement pour l’école provisoire mais aussi pour l’église qui avait perdu sa sonnerie dans les combats. Dans la salle d’école étaient organisées des projections de films quand passait le projecteur ambulant.

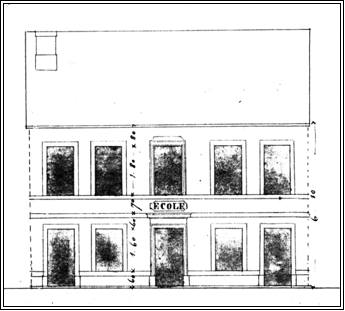
Façade de l'école de Martincourt-sur-Meuse, dessin d'architecte vers 1854.
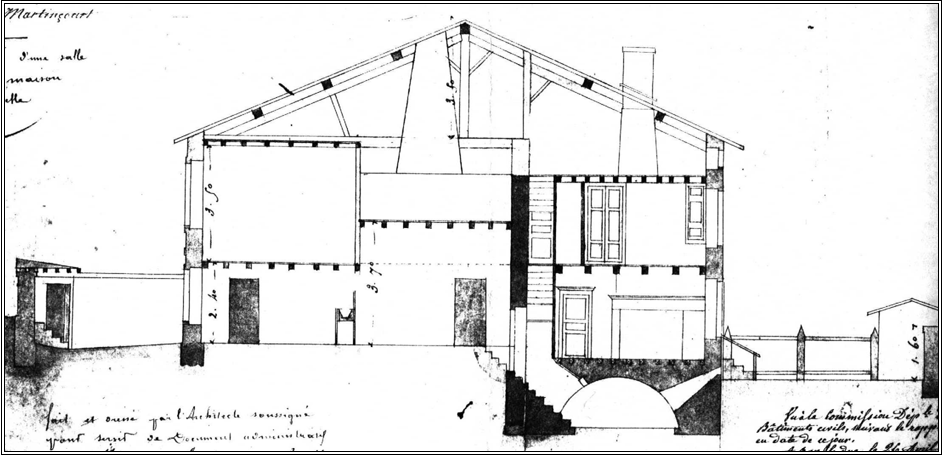
Vue en coupe de l'école de Martincourt-sur-Meuse.
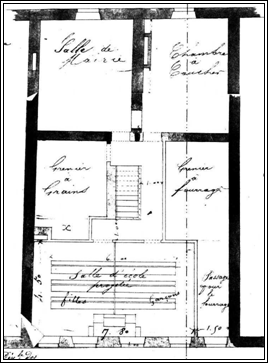
Salle de classe à l'étage - 1854.
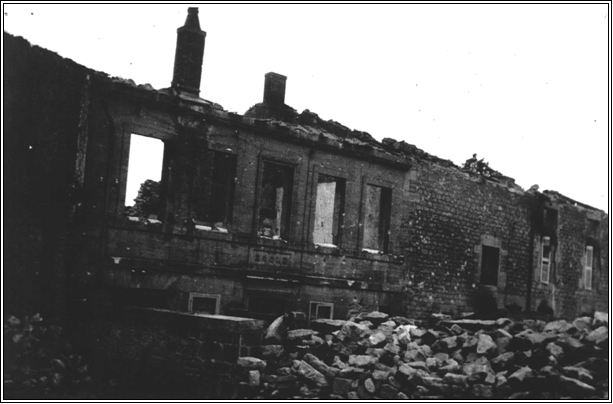
Ruines de l'école en mai 1940. Devant, le mur construit par le colonel Costa pour retenir les fuyards.

#### L'église

##### Construction

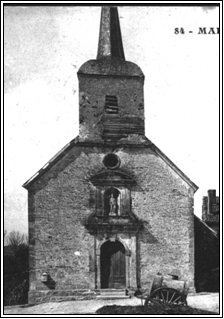
Entrée de l'église de Martincourt-sur-Meuse. Photo prise entre 1917 et 1920 : le monument aux morts n'est pas construit, le trou qui a servi aux Allemands pour passer la cloche est encore visible.

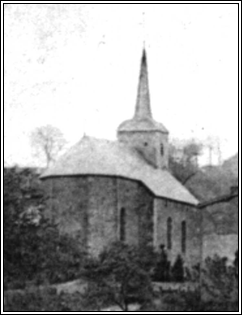
Le chœur de l'église vu depuis le pont du canal.

L'église de Martincourt fut bâtie en 1771 probablement en remplacement d'une autre, plus ancienne. Lors de la reconstruction du sanctuaire après la Seconde Guerre mondiale, le creusement des fondations a mis au jour des sarcophages plus anciens que l’édifice de 1771. Ils sont restés longtemps en exposition sur la place du village, comme bac à abreuver les animaux. Personne ne sait aujourd’hui ce qu’ils sont devenus.
Lors de ces mêmes travaux de terrassement, un témoin affirme avoir vu découvrir, au niveau du chœur de l'église, un large escalier qui s’enfonce dans la terre vers l’actuelle maison de la famille Pognon (vers la rue du 38e-RAD). Les ouvriers l'ont dégagé sur environ deux mètres de profondeur puis ils ont renoncé et ont poursuivi leur travail. Il est possible que cet escalier menât à une ancienne crypte de l’église antique. Cette découverte continue d'alimenter une légende locale au sujet du "Château de la Teulotte", qui renvoie en réalité aux vestiges d'un bâtiment gallo-romain découvert dans la prairie.
En 1771, la commune est une annexe de Stenay et n'a que la messe du dimanche, donnée par un prêtre stenaisien ou de l'ermitage de Cervisy. Il n’y a pas de presbytère à Martincourt, du moins officiellement car la ferme de la famille Carré en tient lieu avant le rachat du bâtiment par Léon Carré. Les habitants n'ont pas la possibilité de se marier dans la commune et doivent le faire à Stenay. Une enquête réalisée par le diocèse de Trèves dont Martincourt dépend jusqu’à la Révolution montre qu'au XVIIe siècle les habitants fréquentent peu l'église et ignorent beaucoup des choses de la religion, ce dont s'inquiète la hiérarchie catholique.
Pendant la Révolution française, cependant, la piété locale semble avoir été suffisamment forte pour conduire les habitants à protéger et cacher pendant huit ans un prêtre réfractaire à la Constitution civile du clergé. La commune entreprend même des travaux de rénovation de l'église en 1802.

##### Le mobilier et les ornements
Au-dessus de la porte principale se trouve une statue de saint Roch en compagnie de son chien. Le saint, mort à Montpellier vers 1327, et qui avait soigné les pestiférés lors d'une épidémie à Plaisance, avait la réputation de prévenir l’extension de la maladie. Dans l'iconographie la plus répandue, saint Roch, qui fut lui-même atteint de la peste et en guérit, écarte son manteau pour montrer un bubon sur sa cuisse. Il est très populaire dès la fin du XIVe siècle et au début du XVe. La présence de ce saint au-dessus du porche de l'église rappelle l'épidémie de peste qui a ravagé le canton de Stenay vers 1630.
Dans l'église des suspensions éclairent la nef qui possède de grands vitraux colorés dont il ne subsiste aucune description. Dans le chœur, derrière l'autel, est placé un grand tableau représentant une Adoration des bergers, tableau de prix puisqu’une fois restauré par l’antiquaire qui le rachète à la commune après la destruction de l’église, celui-ci en demande quatre ou cinq millions de l’époque, prix que la municipalité est incapable de payer. Ce tableau a disparu.
Parmi les statues aujourd’hui disparues qui ornent l’intérieur de l’église, deux anges sont restés en mémoire des habitants. Ils ont été offerts par Mme Fiévet dans les années 1920. Après avoir été stockés avec le mobilier liturgique dans un réduit de l’église provisoire, dans les baraques de l’après-guerre, ils ont servi à rempierrer les chemins avec l’assentiment du conseil municipal, sur une idée du curé de l’époque.
Après le passage des antiquaires, qui rachètent pour quatre ou cinq mille francs tout ce qui était en bois, statues, autel, colonnes, tous les objets de plâtre sont allés au dépôt d'ordures. Après la Seconde Guerre mondiale, et la destruction de la commune, la municipalité a un besoin énorme d'argent pour engager des achats indispensables, aussi élémentaires que l’acquisition de tables et de chaises pour l’école ou de bancs pour l'église : la vente des ornements liturgiques permet ces acquisitions. Cependant, en dépit de cette liquidation, deux statues sont restées dans la commune : un grand christ sans bras, rendu par l’entrepreneur chargé de la reconstruction de l'église, et un saint Éloi, tous deux de bois, ornent encore l'église actuelle.
Dans l'autel était dissimulé une petite cavité-reliquaire avec un morceau du manteau de saint Martin.

#### Le monument aux morts

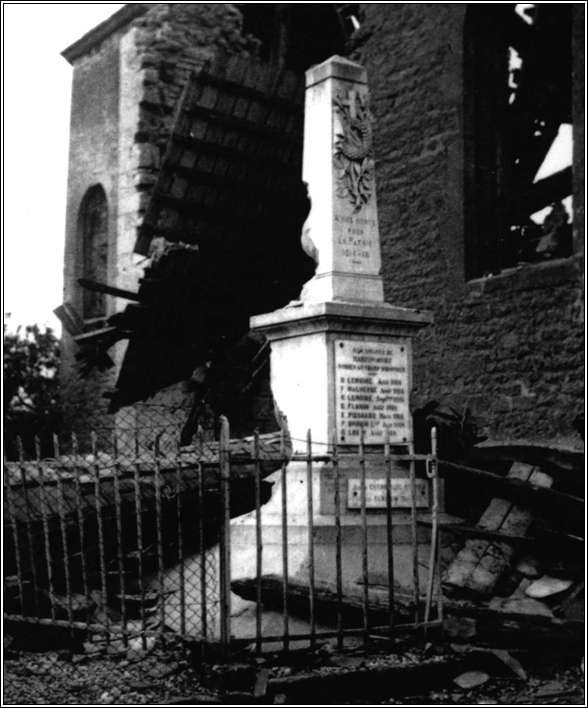
Le monument à la suite des combats de mai 1940.

À la fin de la Première Guerre mondiale, le village de Martincourt fait ériger dans la commune, à proximité de l’église, un monument aux morts. La municipalité fait alors appel aux services de l'entreprise Bodart de Carignan, qui propose, sur catalogue, différents modèles de mémorial. Celui de Martincourt est une pyramide de pierre fine, comporte une sculpture, un entrelacs d’une couronne, d’une croix et d’une branche d’olivier, et deux plaques de marbre blanc sur lesquelles sont gravés en or les noms des enfants de la commune morts aux combats. Sous la sculpture, on a gravé quelques mots : « À nos enfants morts pour la patrie 1914-1918 », et sur la plaque de marbre, les mots : « Aux enfants de Martincourt tombés au champ d’honneur ». Le tout est ceint d’une grille avec une porte sur le devant et six bornes qui maintiennent l’ensemble.

#### La traversée de la Meuse: les gués et la construction du pont

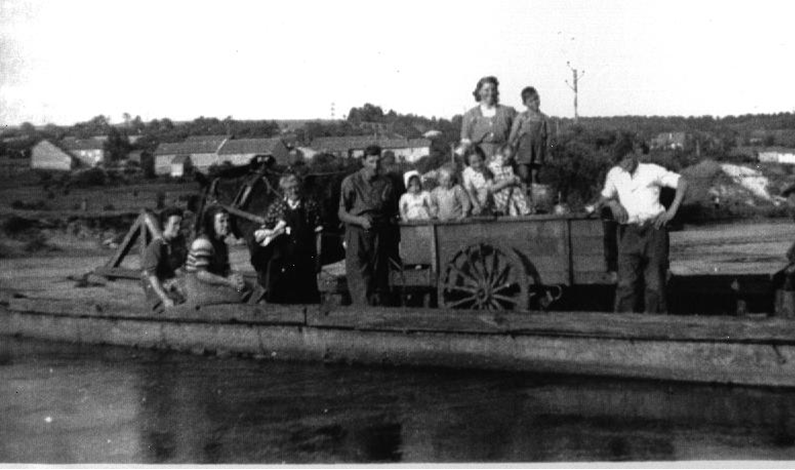
La traversée de la Meuse en bac après 1940. Archives de la famille Collot - Baye.

En raison d'un privilège accordé aux habitants de Martincourt par le duc de Lorraine Charles III (voir supra), la commune possède des pâturages sur la rive gauche de la Meuse. La traversée du fleuve est donc pour elle une nécessité économique de première importance.
Deux à trois gués existent sur le territoire de Martincourt et ils sont connus probablement depuis l'antiquité.
Jusqu'au début du XXe siècle, la traversée de la Meuse s’effectue au moyen d’une barque pour les hommes et les animaux, bien que certaines bêtes, comme les chevaux ou les vaches, sachent naturellement nager. Les autorisations de construction ou de reconstruction du bac foisonnent durant tout le XIXe siècle, d’après les archives déposées à Bar-le-Duc. Ainsi, le 9 vendémiaire an X (vers septembre 1802) le citoyen maire Hypolite Gillet demande l’autorisation de construction au citoyen préfet. En 1817 encore, après la défaite de Napoléon, il faut reconstruire la barque car les armées napoléoniennes l’ont emmenée et coulée à Sedan vers 1815 pour la soustraire aux alliés qui entraient dans le pays à la poursuite de l’Empereur etc. Ce mode de traversée est réactualisé en 1940 à la suite de la destruction du pont sur le Meuse.
Le 4 septembre 1902 le maire de la commune, Justin Guillaume, soutenu par le conseil municipal, lance un emprunt public de 18 000 francs pour la construction du pont. La commune émet des obligations de 900 francs à 3,5 % d’intérêt qui sont acquises par la commune de Milly-sur-Bradon à hauteur de 5 400 francs et par M. Déglaire, minotier à Olizy, pour une valeur de 12 600 francs. Le reste du financement de la construction est assuré par la vente à la commune de Stenay de la source du Trou le Loup pour l’alimentation de cette ville en eau potable.

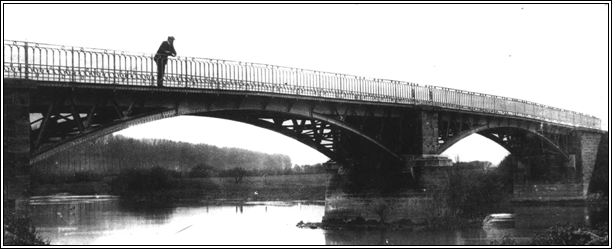
Le pont de Martincourt-sur-Meuse avant 1940.

Comme pour le percement du canal, on procède préalablement à des expropriations et il apparaît que celles-ci ont été réalisées dès 1892 : il existe un acte, aux archives départementales faisant mention de l’expropriation de M. Francart-Pigeon dès cette date. La construction du pont sur la Meuse est un projet qui a mis entre dix et vingt ans pour être réalisé et Justin Guillaume paraît être le continuateur d’une entreprise qu’il a lui-même initiée, car il était maire dès cette date.
Les travaux sont confiés à M. Céleste Fournaise, de Sedan, qui construit la maçonnerie du pont, pour 24 828,80 francs. Le préfet, M. De Saint-Martin, accorde à la société des ponts et travaux en fers de Paris la construction du deuxième lot, la partie métallique, pour un montant total de 17 194,72 francs. Un délai de 14 mois est accordé à l’entreprise pour l’exécution des travaux. Cette société existe toujours. C'est elle qui, par exemple, a fourni la coupole du Grand Palais à Paris.

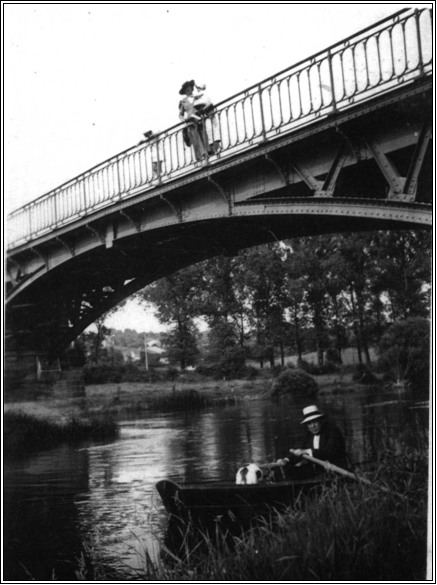
Le pont dans les années 1930. On reconnaît M. Firmin Mercier dans la barque, avec son chien Ramette. Sur le pont, Mme Madeleine Mercier.

Dans le cahier des charges se trouve la description précise de l'édifice :
« Dimensions : le pont se compose de deux ouvertures de 20 mètres de longueur chacune, franchies par un tablier métallique supporté par deux arcs métalliques. Ces arcs seront espacés de 3,10 m. d’axe en axe et reposeront sur des sommiers en pierre de taille par l’intermédiaire de coussinets en fonte. Ces arcs seront de forme circulaire, surbaissés de 1/10. Ils auront 25,3 m de rayon, 19,50 m de corde, et 1,95 m de flèche. […]  Les arcs de chaque travée sont au nombre de deux, espacés entre eux de 3,10 m d’axe en axe. Le tablier métallique sera formé par des entretoises sur les semelles inférieures desquelles s’appuieront des pavés en brique de 10 cm d’épaisseur. Ces entretoises auront 3,10 m de longueur et seront espacées d’axe en axe de 1,40 m. Les extrémités de ces entretoises seront rivées sur les longerons. À ces entretoises correspondront les gondoles qui supporteront le trottoir en encorbellement. Ces gondoles seront elles-mêmes réunies par des poutrelles de rive qui supporteront en outre les gardes corps. […] Les fers et fontes recevront trois couches de peinture, dont la première au minium. Cette couche sera recouverte de deux couches en gris clair. »
Le cahier des charges livré par M. Fournaise est explicite sur l’aspect définitif du pont :
« Le pont sera établi à l'emplacement du gué actuel auquel on accède par le chemin de la Ruelle des prés. Il se composera de deux ouvertures droites de 20 m de longueur. La largeur de l'empierrement des rampes d’accès sera de 4 m, la largeur de l’accotement de droite sera de 1 m (comme celui de gauche).
Sur le pont, la chaussée sera de 2,50 m de large, et sera bordée de chaque côté par des trottoirs de 75 cm de large. Le lit de la Meuse sera régularisé de façon à embrasser l'ouvrage. Il sera légèrement approfondi, comme il est indiqué au profil. Les rives en seront défendues par des placages et des enrochements.
Le pont se composera de deux ouvertures de 20 m chacune séparées par une pile en maçonnerie. Les culées auront 4,86 m de largeur et se retourneront d’équerre pour former en quart en retour sur une longueur de 4,50 m. Les murs en retour présenteront 1,50 m d’épaisseur à la base, 70 cm à la partie supérieure. Ils seront surmontés d’une plinthe en pierre de taille sur laquelle reposera un parapet en pierre de taille également, se terminant par un dé. La pile, dont l’épaisseur à la base sera de 1,80 m, sera montée jusqu’à 2,10 m au-dessus du socle.
Les fondations de la pile et des culées seront constituées par un massif de béton maintenu dans une enceinte de pieux et de palplanches.
La chaussée sur le pont est en quartzite provenant de Monthermé, en brique et avec des dalles en ardoise. Les blocs sont posés à la main et fortement assujettis, les joints garnis de sable fin.
L’immersion du béton sera effectuée au moyen de caisses, un modèle agréé par l'ingénieur, descendues au moyen d’un treuil jusque sur le fond. Le travail devra être conduit rapidement. Le coulage se fera de l'amont à l'aval. Il se fera sans chocs, mais avec force, au moyen de dames plates. Trois mois sont prévus pour l'exécution. »
Le 30 avril 1904, le pont, après avoir subi une rude mise à l'épreuve, est remis à la municipalité dirigée par Marcellin Diet accompagné de MM. Pognon, Déglaire, Champenois, Francart et Guillaume. La description de la mise à l’épreuve, inscrite au cahier des charges, est elle-même impressionnante :
« L'épreuve par poids morts consistera à répandre des dalles sur toute la longueur et la largeur d'une travée de l’ouvrage, de façon à réaliser un poids de 400 kg par m². La charge sera répartie ensuite sur chacune des moitiés d’une travée et enfin, dans la partie médiane seulement. L’épreuve par poids roulants sera faite en faisant circuler au pas une file de tombereaux chargés à 6 t dont les zones seront distantes entre elles de 8 m. »
L'entreprise chargée de la construction ne garantit l’ouvrage qu’un an.
Il résiste légèrement plus longtemps, dix ans, jusqu'à sa destruction le 26 août 1914 à cinq heures du matin par les officiers du génie français, probablement par le capitaine Hussenet et son escouade du 120e régiment de Stenay qui gardent le passage de la Meuse.
Les habitants de la commune n’obtiennent sa reconstruction intégrale et à l'identique qu’à partir de 1922, à la suite de demandes instantes et répétées de nombreuses fois auprès du ministère chargé de la reconstruction.
Le pont est à nouveau détruit en 1940. Les habitants obtiennent un pont provisoire dans les années 1950. Celui-ci, bien que vieillissant et inadapté aux charges transportées par les véhicules agricoles, est toujours en service.

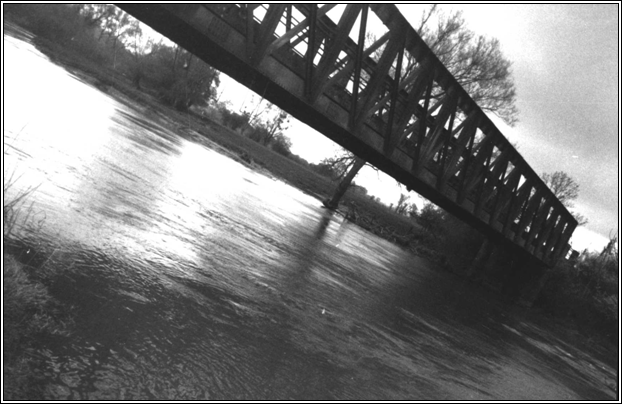
Le pont actuel par Aurélien Vohner.

### La destruction de la commune les 15 et 16 mai 1940

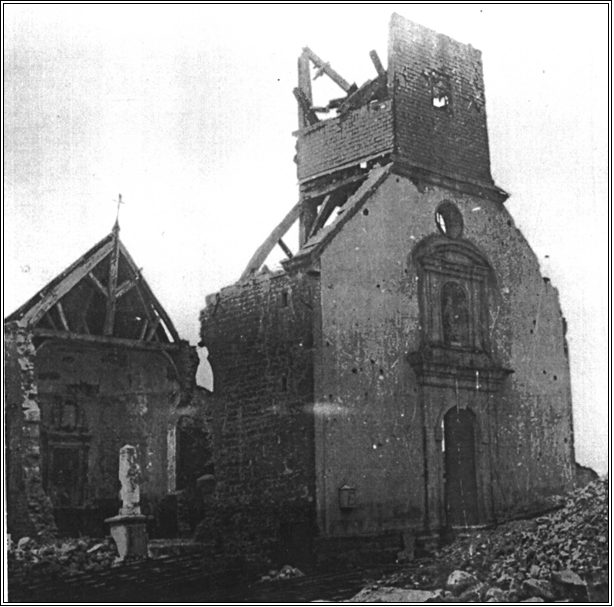
Ruines de l'église Martincourt-sur-Meuse en mai 1940. Photographie du capitaine Lami, confiée à Claude Mercier.

Le 10 mai 1940 se déclenche l’offensive allemande vers l’ouest. Après huit mois de drôle de guerre, les troupes françaises, britanniques, belges et néerlandaises subissent le choc des 136 divisions allemandes qui, bien équipées, animées d’un remarquable esprit offensif, remportent très vite des succès spectaculaires. Le 13 mai, le 19e Panzerkorps (corps cuirassé) commandé par le général Guderian s’empare de la ville de Sedan et perce les défenses françaises. Immédiatement, les blindés s’élancent vers l’ouest pour encercler les troupes d’armée du Nord et vers l'est et le sud pour renforcer encore le succès acquis, s’emparer de Stenay et prendre à revers le 3e D.I.N.A. du général Chapouilly ainsi que certains éléments de la 3e D.I.C. du général Falvy.
C’est ainsi que le 15 mai 1940, au début de l'après-midi, des troupes de reconnaissance composées de motocyclistes et de véhicules blindés légers se présentent sur les hauteurs d’Inor à la poursuite des restes du 246e R. I. en déroute. Tandis que des fantassins entreprennent d’investir le village en contrebas, les blindés se mettent à tirer sur Martincourt. Aussitôt, les canons de 75 du colonel Costa, commandant le 38e R.A.D., disposés dans la localité ripostent. L’échange d’artillerie dure jusqu’au soir mais bien vite la rapidité et la précision des 75 prennent l’avantage sur les tirs de plus petit calibre des auto-canons et détruisent des blindés ainsi que des véhicules de transport de troupe.

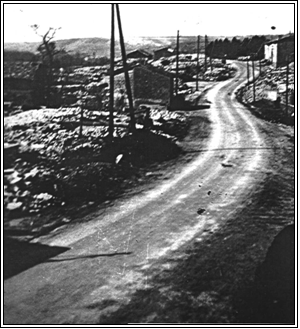
Les ruines de Martincourt-sur-Meuse après les combats de mai 1940.

Martincourt subit alors relativement peu de dégâts : les tirs de 37 mm percent çà et là des murs et des toitures, mais les habitations, pour la majorité, sont encore debout et en bon état. Hormis un barrage élevé par le colonel Costa au centre du village, devant l'école, pour empêcher la fuite des hommes du 246e R.I. et d’autres unités, et la confusion générale due aux combats, rien n’est encore irréparable.
Les tirs se poursuivent jusque dans la nuit : les batteries de canons du colonel arrosent régulièrement le village d’Inor et les artères qui y mènent afin de prévenir une infiltration ennemie dans cette localité. Le village brûle et les fusils mitrailleurs du 14e R.T.A. postés le long du canal balayent le chemin de halage et les prés environnants pour décourager toute intrusion. Les vaches restées là, complètement affolées, en sont les victimes innocentes. Vers trois heures du matin, les tirs cessent : Inor est repris et les batteries placées sous les ordres du colonel Costa vont se poster dans les carrières d’Olizy-sur-Chiers. Les combats d’infanterie se déplacent alors dans les bois d'Inor, ce que les Allemands nommeront, plus tard, l'enfer vert d'Inor, du nom d’un ouvrage écrit à ce sujet par des soldats de la Wehrmacht.
Le 16 mai 1940, à huit heures du matin, les Allemands, probablement persuadés que le village de Martincourt-sur-Meuse avait été transformé par le commandement français en réduit fortifié, entreprennent de l’écraser par des tirs d'obus de 105. Les dégâts, déjà considérables, sont encore accrus par l’explosion de quelques charges incendiaires. Inor et Martincourt sont littéralement pulvérisés.
Quelques maisons, peu touchées par les tirs de 105 et séparées des autres par un espace suffisamment large ou humide, comme la fontaine, pour se prémunir contre l’extension de l’incendie survivent pourtant au désastre : les maisons Mercier, Carré et Dussard/Pognon sont encore debout à la fin de la guerre. La ferme de la famille Carré, située à l’entrée du village, sera frappée d’alignement lors de la reconstruction et, quoique intacte, détruite et reconstruite quelques mètres plus bas.

## Politique et administration
| Période   | Période  | Identité       | Étiquette | Qualité     |
| --------- | -------- | -------------- | --------- | ----------- |
|           |          |                |           |             |
| mars 2001 | mai 2020 | Jean Jacquemot |           |             |
| mai 2020  | En cours | Gilles Herveux |           | Agriculteur |

## Population et société

### Démographie

#### Évolution démographique
L'évolution du nombre d'habitants est connue à travers les recensements de la population effectués dans la commune depuis 1793. Pour les communes de moins de 10 000 habitants, une enquête de recensement portant sur toute la population est réalisée tous les cinq ans, les populations de référence des années intermédiaires étant quant à elles estimées par interpolation ou extrapolation. Pour la commune, le premier recensement exhaustif entrant dans le cadre du nouveau dispositif a été réalisé en 2008.

En 2022, la commune comptait 68 habitants, en évolution de +3,03 % par rapport à 2016 (Meuse : −4,4 %, France hors Mayotte : +2,11 %).
| 1793 | 1800 | 1806 | 1821 | 1831 | 1836 | 1841 | 1846 | 1851 |
| ---- | ---- | ---- | ---- | ---- | ---- | ---- | ---- | ---- |
| 170  | 182  | 191  | 198  | 200  | 194  | 221  | 209  | 221  |

| 1856 | 1861 | 1866 | 1872 | 1876 | 1881 | 1886 | 1891 | 1896 |
| ---- | ---- | ---- | ---- | ---- | ---- | ---- | ---- | ---- |
| 198  | 206  | 190  | 185  | 199  | 193  | 173  | 164  | 153  |

| 1901 | 1906 | 1911 | 1921 | 1926 | 1931 | 1936 | 1946 | 1954 |
| ---- | ---- | ---- | ---- | ---- | ---- | ---- | ---- | ---- |
| 147  | 129  | 135  | 112  | 98   | 94   | 81   | 68   | 111  |

| 1962 | 1968 | 1975 | 1982 | 1990 | 1999 | 2006 | 2008 | 2013 |
| ---- | ---- | ---- | ---- | ---- | ---- | ---- | ---- | ---- |
| 91   | 72   | 68   | 63   | 71   | 63   | 65   | 66   | 63   |

| 2018 | 2022 | - | - | - | - | - | - | - |
| ---- | ---- | - | - | - | - | - | - | - |
| 67   | 68   | - | - | - | - | - | - | - |

#### Pyramide des âges
La population de la commune est relativement jeune.
En 2018, le taux de personnes d'un âge inférieur à 30 ans s'élève à 41,8 %, soit au-dessus de la moyenne départementale (32,4 %). À l'inverse, le taux de personnes d'âge supérieur à 60 ans est de 22,3 % la même année, alors qu'il est de 29,6 % au niveau départemental.
En 2018, la commune comptait 33 hommes pour 34 femmes, soit un taux de 50,75 % de femmes, légèrement supérieur au taux départemental (50,49 %).
Les pyramides des âges de la commune et du département s'établissent comme suit.
| Hommes | Classe d’âge | Femmes |
| ------ | ------------ | ------ |
| 0,0    | 90 ou +      | 0,0    |
| 9,1    | 75-89 ans    | 11,8   |
| 12,1   | 60-74 ans    | 11,8   |
| 21,2   | 45-59 ans    | 20,6   |
| 15,2   | 30-44 ans    | 14,7   |
| 24,2   | 15-29 ans    | 23,5   |
| 18,2   | 0-14 ans     | 17,6   |

| Hommes | Classe d’âge | Femmes |
| ------ | ------------ | ------ |
| 0,8    | 90 ou +      | 2,2    |
| 7,6    | 75-89 ans    | 11     |
| 20,2   | 60-74 ans    | 20,5   |
| 20,6   | 45-59 ans    | 20     |
| 17,4   | 30-44 ans    | 16,8   |
| 16,7   | 15-29 ans    | 13,6   |
| 16,8   | 0-14 ans     | 15,8   |

## Culture locale et patrimoine

### Lieux et monuments

#### Le lavoir
Le lavoir public a été construit en 1865 par Joseph Macquet, d’Inor, en lieu et place d’un bac à laver plus ancien, en bois, qui ne pouvait plus être utilisé tant il fuyait et était usé. Il est le seul bâtiment à usage public qui ait survécu aux destructions de 1940.

#### Le cimetière
Jusqu’à la fin du XIXe siècle, on enterrait les morts dans le petit cimetière autour de l'église. Ce dernier avait suscité la promulgation de quelques décrets municipaux visant à établir une sorte de règlement à respecter par toutes les personnes qui pénétraient en ce lieu. Ainsi, la municipalité interdit d'y entrer chaussé de bottes. Il était également interdit d’y recueillir des herbages ou des fruits sans l'autorisation du maire.
Justin Guillaume, maire, entreprend de le déplacer et de l'agrandir.
Entre 1889 et 1890 on entreprend les travaux de transfert des ossements et l'ancien cimetière est définitivement fermé le 31 août 1891.

#### La place communale
En 1905, sur l’initiative de Justin Guillaume, le pourtour de l'église est terrassé et transformé en place publique.
La même année, le très vieux tilleul de la place de Martincourt est abattu et vendu à Léon Bertz, le dernier sabotier de la commune.

#### Le canal

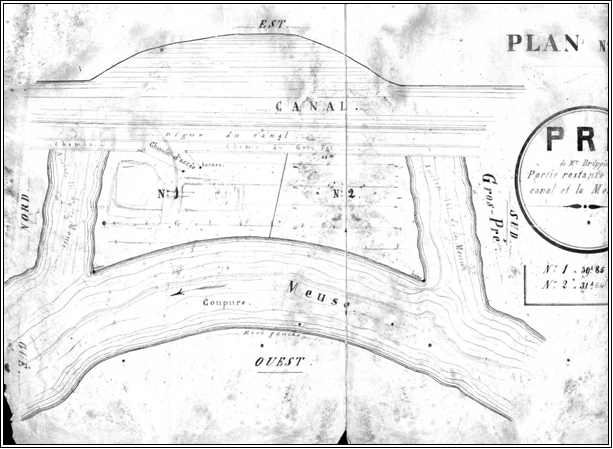
Plan montrant le creusement du canal à Martincourt-sur-Meuse et le détournement de la Meuse. On remarque la présence d'un gué au nord indiqué par le plan.

Vers 1874 débute la canalisation de la Meuse à partir de la frontière belge et son raccordement au canal de la Marne au Rhin. Pour ce faire, le ministère des travaux publics procède préalablement à des expropriations sur les territoires des communes traversées, et notamment à Martincourt où Evrard Diet, vigneron, Louis Gérard, cabaretier dans le village, Jean Pognon, Mme veuve Jean Pigeon et sa fille Mélanie, M. Julien, vigneron, Alexis Rougeaux, cultivateur et M. Cœuriot sont expropriés officiellement en 1876, bien que chacun d’eux ait reçu dès 1870 les indemnités d’expropriation.
L'examen des plans permet de se faire une idée de la boucle que dessinait la Meuse avant le percement du canal. La coupure qui est réalisée produit deux bras morts dont l’un subsiste encore aujourd’hui - il sert de réserve de pêche - et l'autre est rebouché après la Seconde Guerre mondiale avec les gravats de la commune. Au niveau de ce dernier tronçon existait un gué ancien à l’entrée duquel Justin Guillaume eut l’idée d’engager la construction d’un pont.
Le percement du canal est l'occasion de faire des découvertes archéologiques antiques (voir supra).

### Patrimoine naturel
Le site de la Vallée de la Meuse (secteur de Stenay) FR4100234 est un site Natura 2000. Il s'agit d'un complexe humide d'intérêt exceptionnel de la vallée alluviale de la Meuse comportant des marais, des prairies inondables, des fragments de forêts alluviales, des cours d'eau lents et rapides. Les prairies inondables abritent des plantes rares en Lorraine (Inula britannica, gratiole officinale…). Ce sont aussi un terrain de chasse pour trois chiroptères d'intérêt communautaire. Important aussi pour l'avifaune, c'est ici l'un des rares endroits de Lorraine où niche encore le râle des genêts.

### Héraldique, logotype et devise
| Blason de Martincourt-sur-Meuse | Blason  | D'or à un casque Mars de gueules ; mantelé renversé d'azur chargé à dextre d'une croix de quatre épis de blé d'or contre appointés et à senestre d'une tête arrachée de lion d'argent, lampassée et couronnée de gueules, les deux surmontant une fleur de lys d'or, surchargée d'un bâton péri en bande de gueules. Soutien de l'écu : Deux rameaux de hêtre, supportés de tanné, feuillés de sinople et fruités d'or, passés en sautoir. Croix de Guerre 1939 – 1945. |
| Blason de Martincourt-sur-Meuse | Détails | - Le casque de MARS (dieu de la Guerre) évoque le toponyme Martincourt (Marthecourt en 1157, le domaine de Martin, selon une hypothèse Martin duc d'Austrasie). Martin a pour origine le latin Martinus dérivé de Mars. Le village existait déjà à l'époque Gallo-romaine ainsi que l'attestent des ruines de bâtiment et une pièce de bronze de l'empereur romain Antonin (+138-+ 161) découverts, en 1877, lors du percement du canal. Les termes "sur Meuse" ont été ajoutés en 1922. - La croix, formée par les quatre épis, rappelle que l'église est vouée à "l'invention de la Sainte Croix". Cette église, datant de 1171, détruite en 1940, a été reconstruite en 1953/56 avec de la pierre du pays. - La tête de lion d'argent sur le champ d'azur évoque avec inversion des émaux, les armes de la famille de Pouilly, seigneur du village à partir de 1460 qui portait : "d'argent au lion d'azur, armé, lampassé et couronné de gueules". - La seigneurie passa par mariage en 1653 à la famille Vassinhac d'Imécourt qui portait (sic) : "d'azur à la bande d'argent cousue de sable" illustré par l'argent du lion et l'azur du champ. Cette famille conserva des biens à Martincourt jusqu'en 1920. - La fleur de lys chargée d'un bâton péri en bande rappelle qu'avant 1790 le suzerain de cette seigneurie était le prince de Condé qui portait "d'azur à 3 fleurs de lys d'or, au bâton péri en bande de gueules". - La couleur rouge des meubles fait allusion au minerai de fer extrait au XIXe siècle au lieu-dit le pèlerin du finage de Martincourt et traité à Stenay. - Les épis soulignent le caractère agricole du village où de la vigne était cultivée jusqu'à la fin du XIXe siècle. - Les rameaux sont ceux des hêtres et des autres arbres des forêts environnantes. Les faines sont celles que les habitants de Martincourt allaient ramasser en forêt pour les faire sécher sur les greniers avant de les écraser et d'en extraire l'huile au moulin. Composition RA LOUIS et Dominique LACORDE, adoptée le 16 octobre 2021,Monsieur Gilles Herveux étant maire. |